# Rio de San Moisè
Le rio di (ou de) San Moisè (canal de Saint-Moïse) est un canal de Venise dans le sestiere de San Marco.

## Toponymie
Le nom provient de l'église San Moisè.

## Description
Le rio de San Moisè trouve son origine au confluent des rio dei Barcaroli et delle Veste. Il traverse l'ancienne contrada San Moisè. Il coule vers le sud sur environ 180 mètres pour déboucher sur le Grand Canal entre le palais Barozzi et l'hôtel Bauer. Sur son chemin, il longe le campo de l'église San Moisè, qui donne son nom à ce rio. Le campo de San Moisè est relié au campiello Barozzi et la calle Larga XXII Marzo par le seul pont traversant ce rio : le ponte San Moisè. La calle larga est dédiée au 22 mars 1848, date à laquelle les Autrichiens furent chassés de Venise. Elle fut élargie en 1880 par le maire Dante Di Serego Alighieri (de).

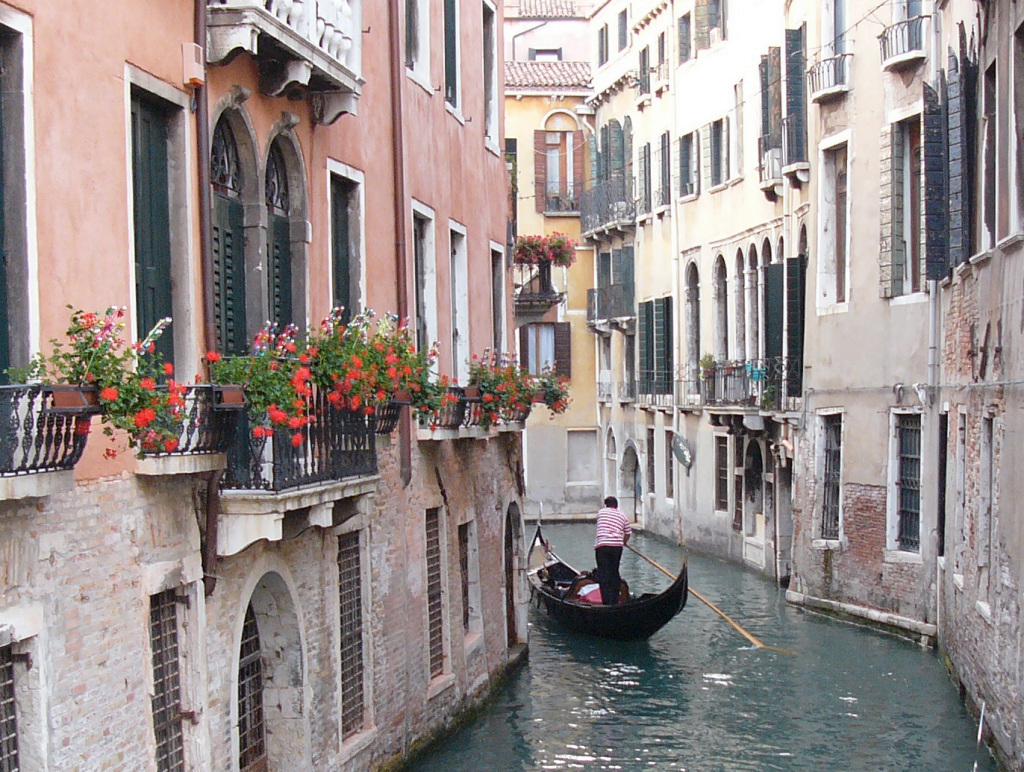
La partie nord du rio
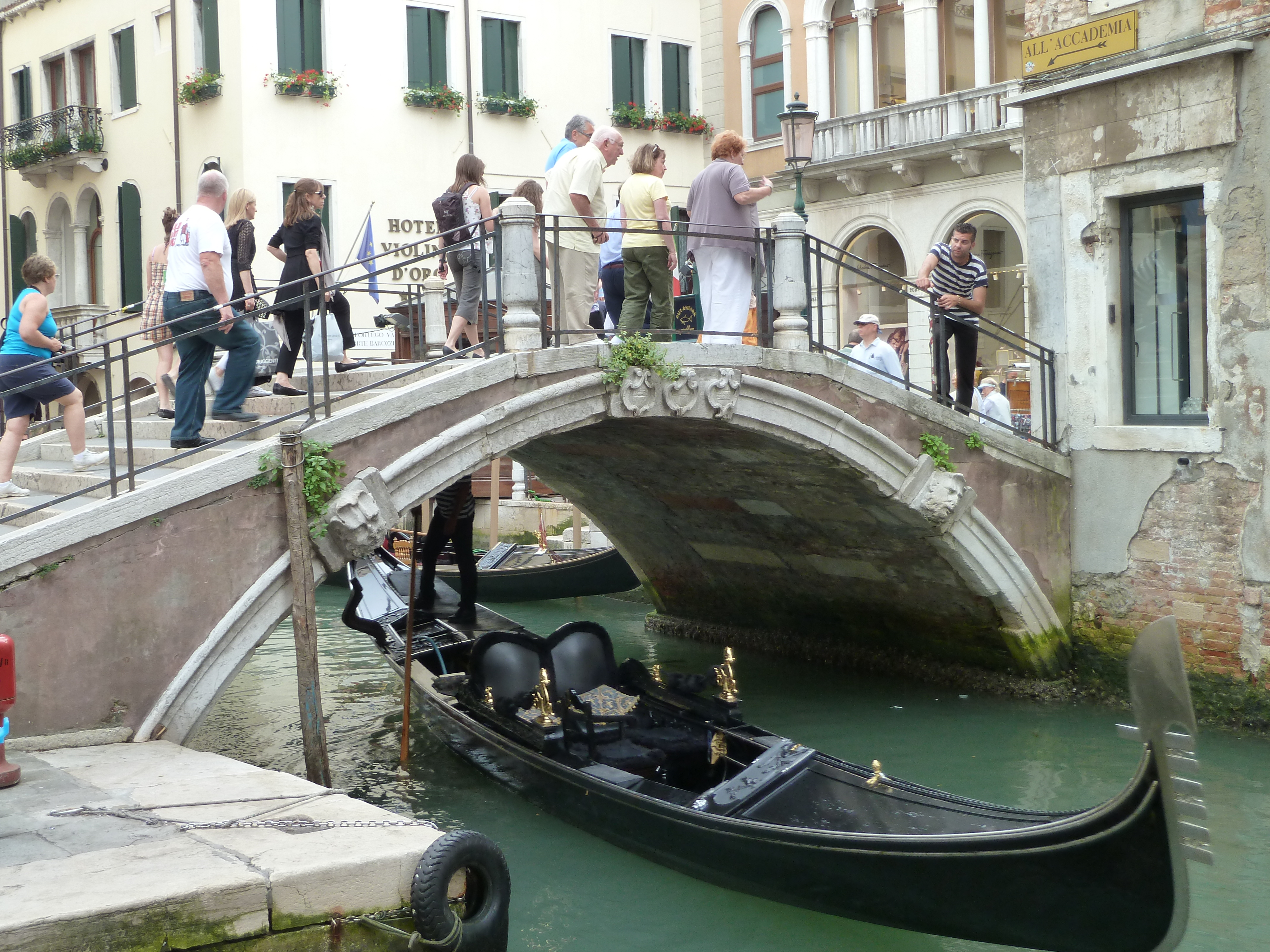
Le Ponte San Moisè
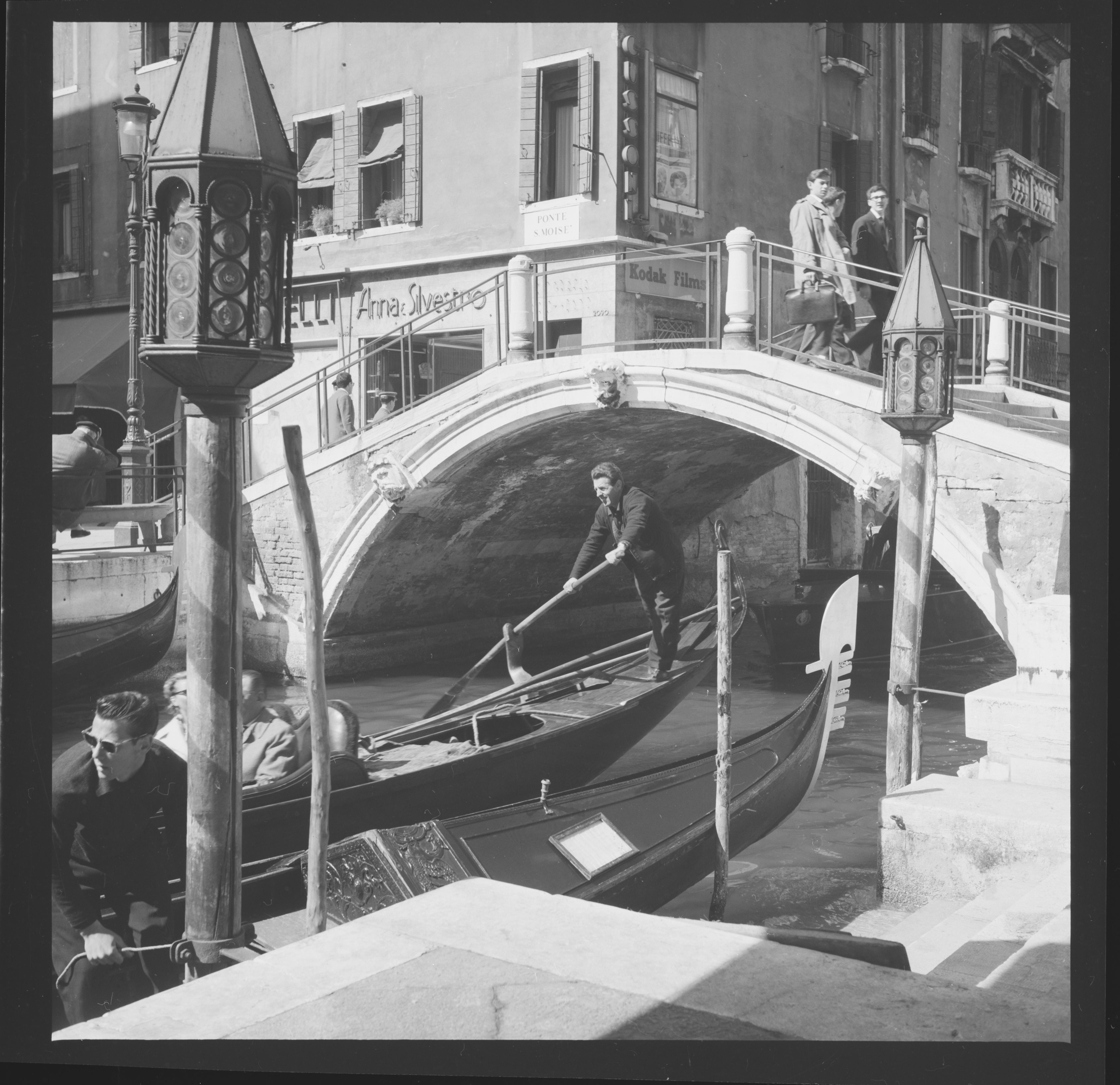
Ponte S.Moisè avant 1961
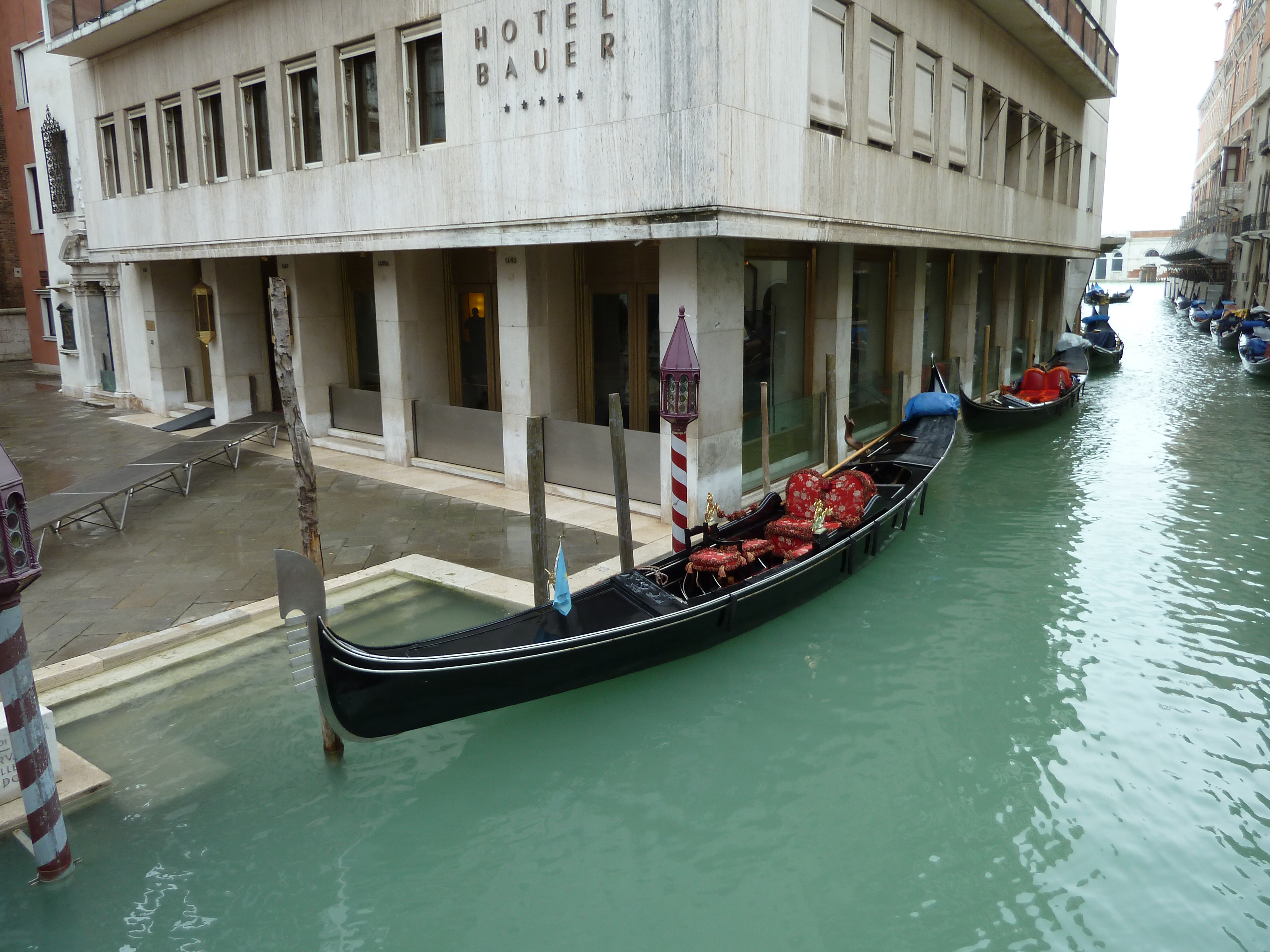
Le rio le long de l'hôtel Bauer
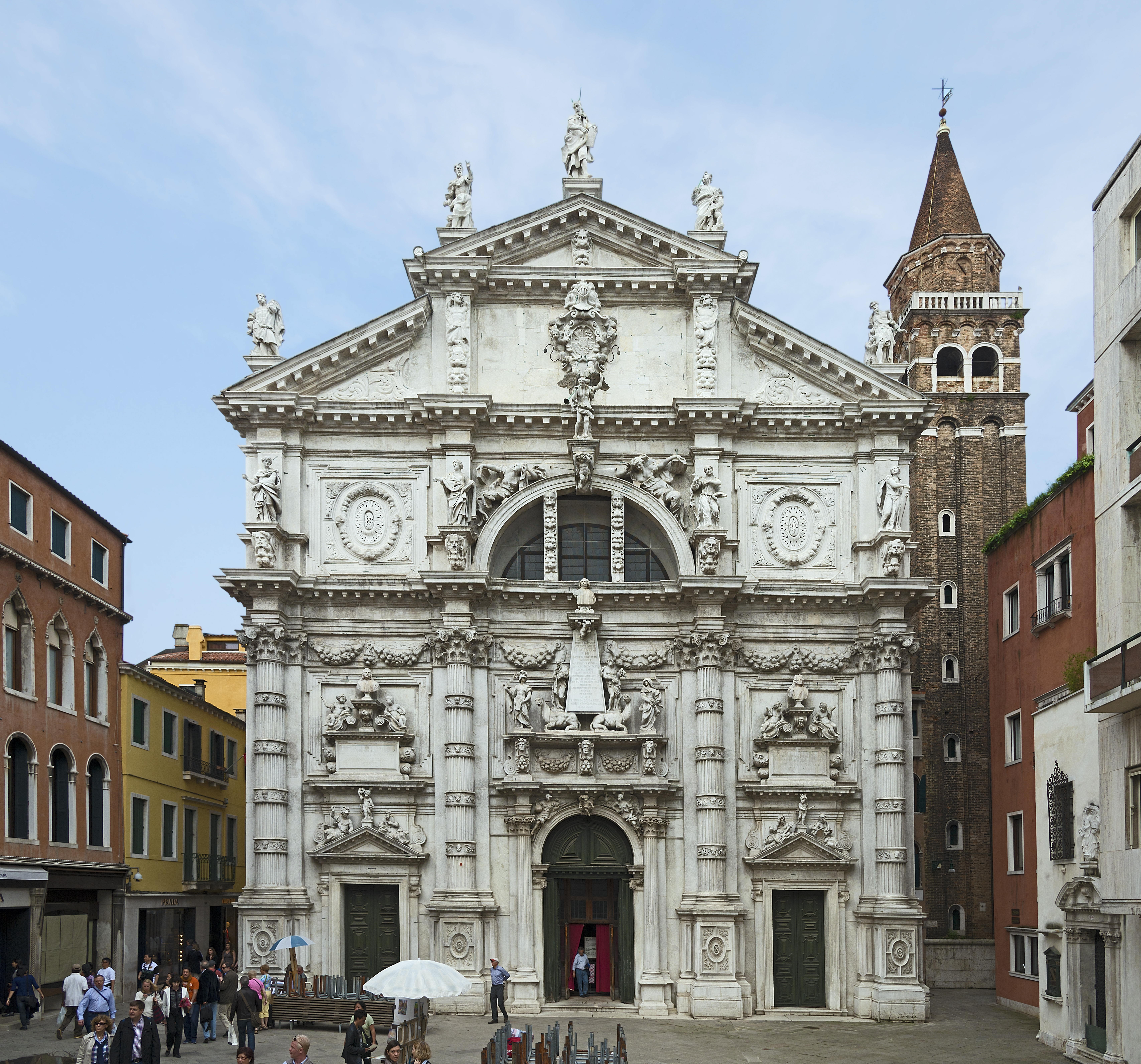
Campo San Moisè avec l'église
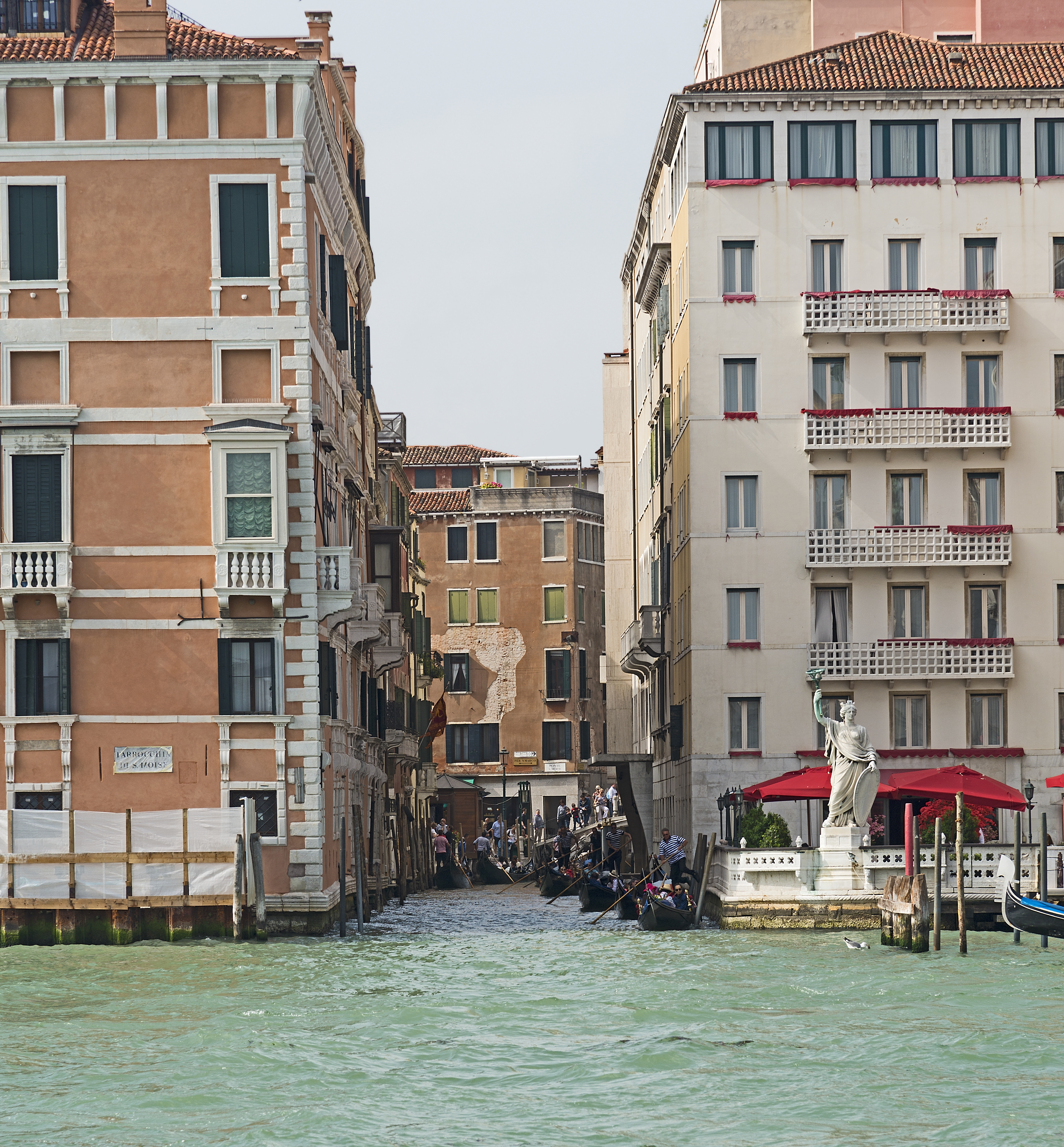
Embouchure du rio dans le Grand Canal
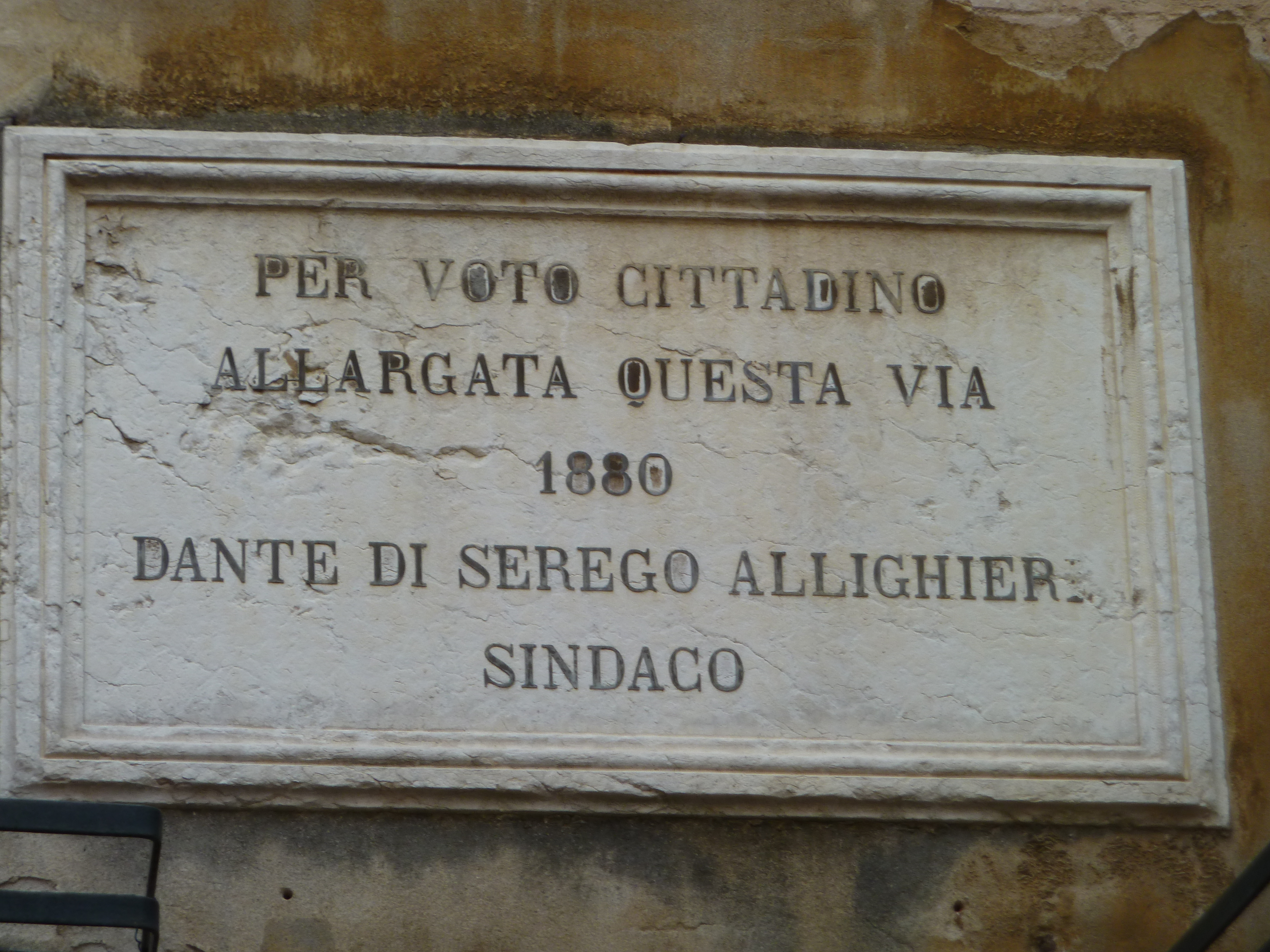
Plaque commémorative de l'élargissement de la Calle Larga